# مارگاریتا د اوچوآ
مارگاریتا دِ اوچوآ (اسپانیایی: Margarita de Ochoa‎؛ زادهٔ) تدوین‌گر اهل اسپانیا بود.
از فیلم‌های او می‌توان به شوهر اجاره‌ای، مرگ یک دوچرخه‌سوار و گردباد اشاره کرد.